# 군부총감
군부총감(폴란드어: Generalny Inspektor Sił Zbrojnych; GISZ)은 1926년 폴란드 제2공화국에서 5월 쿠데타가 일어나면서 설치된 공직이다.
군부총감은 대통령 직속으로, 의회나 내각에는 아무런 책임도 지지 않았다. 전쟁이 일어날 시 군부총감이 폴란드군의 총사령관 역할을 하도록 되어 있었다.
1939년 독일의 폴란드 침공 이후 폴란드 망명정부에서 1980년까지 군부총감직을 유지했다.

## 역대 군부총감
1. 유제프 피우수트스키 대원수 (1926년 8월 27일-1935년 5월 12일)
2. 에드바르트 리츠시미그위 원수 (1935년 5월 12일-1939년 11월 7일)
3. 브와디스와프 시코르스키 중장 (1939년 11월 7일-1943년 7월 4일)
4. 카지미예스 소슨코프스키 중장 (1943년 7월 8일-1944년 9월 30일)
5. 타데우스 보르코모로프스키 대장 (1944년 9월 30일-1944년 10월 2일)
6. 브와디스와프 안데르시 대령 (1944년 10월 2일-1945년 5월 5일)
7. 타데우스 보르코모로프스키 대장 (1945년 5월 5일-1946년 11월 8일)
8. 브와디스와프 안데르시 중장 (1946년 11월 8일-1954년)
9. 미하우 카라제비치토카르제프스키 소장 (1954년-1964년 5월 22일)
10. 스테판 뎀빈스키 소장 (1964년-1972년 3월 27일
11. 스타니스와프 코판스키 소장 (1972년-1976년 3월 23일
12. 시그문트 보후시시스코 소장 (1976년 3월 19일-1980년 2월 19일)
13. 볼레스와프 브로니스와프 두흐 소장 (1980년 2월 19일-1980년 10월 9일)

## 같이 보기
- 폴란드군 총참모부
- 감사관